# سواقة المسرى التسلسلي العام الومضية
| سواقة المسرى التسلسلي العام الومضية القياسية من الداخل |                                           |
| 1                                                      | مدخل الممر التسلسلي العام القياسي-A "ذكر" |
| 2                                                      | وحدة التحكم بذاكرة التخزين لليو اس بي     |
| 3                                                      | نقطة اختبار                               |
| 4                                                      | رقاقة الذاكرة الوميضية                    |
| 5                                                      | متذبذب بلوري                              |
| 6                                                      | ثنائي باعث للضوء (اختياري)                |
| 7                                                      | مفتاح حماية ضد الكتابة (اختياري)          |
| 8                                                      | مساحة لرقاقة ذاكرة وميضية اخري            |

سوّاقة المسرى التسلسلي العام الومضية أو مِسْوَق المسرى التسلسلي العميم الومضي (بالإنجليزية: USB flash drive)‏ هي جهاز تخزين بيانات يحوي ذاكرة وميضة تستخدم واجهة USB، يُستخدَم وسيطًا عمليًا لتخزين ونقل البيانات.
سواقات المسرى التسلسلي العام الومضية صغيرة الحجم لا تحوي أجزاءً ميكانيكية وتتوافر بسعات تخزين كبيرة، وهي سهلة الحمل وأكثر توافقية.
تعني التوافقية أن تكون مدعومة من أنظمة التشغيل والأجهزة الأخرى، مثل منصات الألعاب كالبلاي ستيشن 3 وأجهزة الترفية كمشغلات الوسائط.

## تاريخ
أمير بان ودوف موران وأورون أوغادن اخترعوا سواقة المسرى التسلسلي العام الومضية والذين كانوا يعملوا لشركة نظم-إم (M-Systems). وقد قدموا حق براءة اختراع رقْم 6148354 في أبريل 1999. ولكن ذكر في براءة الاختراع أن هناك كابل ما بين وحدة الذاكرة وموصل اليو إس بي. وفي نفس العام، أصدرت آي بي إم براءة اختراع التي عمل عليها شيمون شيمولي. وقد وصف شيمون سواقة المسرى التسلسلي العام الومضية بدقة. ولتوصيل المنتج للسوق عُقِدت شراكة ما بين أي بي إم ونظم-إم.

## الاستخدام

### نقل البيانات
تُستخدم سواقة المسرى التسلسلي العام الومضية لنقل البيانات كثيرًا لسرعة النقل وسهولة الحمل وتوصيلها مباشرة.

### حفظ البيانات
سواقات المسرى التسلسلي العام الومضية تأتي بأحجام كبيرة مناسب لحفظ نسخ احتياطية من البيانات.

### حامل تطبيقات
يمكن استخدام سواقة المسرى التسلسلي العام الومضية ناقلةً للتطبيقات المحمولة.

## مميزات فيزيائية

### الوزن والحجم
تأتي سواقات المسرى التسلسلي العام الومضية غالبا بأحجام خفيفة أقل من 30 غرام غالبا، متوفرة بعدة أشكال، مصنعة هيكل بلاستيكي أو معدني أحيانا مطاطي.

## خواص تقنية

### سَعة التخزين
تتوفر عادة بالأحجام…1,2,4,8,16, حتى 2 تيرا بايت في الوقت الحالي.

### نظام الملفات
عادة ماتسوق بنظام أنظمة fat، لكن يمكن فرمتتها على أي نظام آخر لأن النظام يعاملها بصفتها قرصًا صلبًا متصل باليوسبي.

## العيوب

### محدودية الحذف والكتابة
الأجهزة ذات الذاكرة الوميضة الكتابة فيها محدودة المرات حسب سواقة المسرى التسلسلي العام الومضية، لذلك بعض البرامج والأنظمة المحمولة تخزن على الرام عوضها عن سواقة المسرى التسلسلي العام الومضية نفسها.

### حماية البيانات
الكثير من سواقات المسرى التسلسلي العام الومضية لا تدعم منع الكتابة مما يعرضها للتلاعب أو حذف بالبيانات أو نقل الفيروسات.